# Kaplár F. József
Kaplár-Fehér József (Jászberény, 1949. október 5. –) magyar sportújságíró, sportvezető.

## Életpályája
Szülei: Kaplár-Fehér József és Beszteri Ilona. 1968-ban érettségizett a jászberényi Lehel Vezér Gimnáziumban. 1969–1973 között a Marx Károly Közgazdaságtudományi Egyetem hallgatója volt (a Közgazdász hetilapnál kezdett el cikkeket írni.) 1973–1974 között a TV-Híradó gyakornoka, 1974-1985 között munkatársa, 1986–1988 között főmunkatársa, 1989–1990 között szerkesztőség-vezetője volt. 1975–1976 között elvégezte a MÚOSZ Újságíró Iskolát. 1987-ben doktorált. 1989-től 1996-ig a Magyar Fallabda Szövetség elnöke, 1996–2000 között társelnöke volt, 2000 óta tiszteletbeli elnöke.
1991–1995 között a Telesport főmunkatársa, 1995–1997 között rovatvezetője, 1998-ban megbízott főszerkesztője volt. 1999-ben a Hungarosport Tv kereskedelmi igazgatója volt. 2000 óta a Sport 1 TV műsorvezető-kommentátora. 2005 óta a Hun-Med Kft. ellenőrzési igazgatója. 2020 júniusában a Sport 1 műsorában bejelentette, hogy első tévés szereplésének 50. évfordulójára időzítve úgy döntött, háttérbe vonul, már nem lesz látható képernyőn.

## Magánélete
1977-ben házasságot kötött Hriadlovszky Anikóval. Egy lányuk született; Krisztina (1978).

## Kitüntetések
- Kiváló Dolgozó
- a Magyar Sportújságírók Szövetségének életműdíja (2020)[3]